# Passeport chilien
Le passeport chilien est un document de voyage international délivré aux ressortissants chiliens, et qui peut aussi servir de preuve de la citoyenneté chilienne. 